# Parafia św. Józefa w Szkotowie
Parafia świętego Józefa w Szkotowie – parafia rzymskokatolicka znajdująca się w archidiecezji warmińskiej, w dekanacie Grunwald.